# Pimlico, New South Wales
Pimlico är en ort i Australien. Den ligger i kommunen Ballina och delstaten New South Wales, i den sydöstra delen av landet, omkring 590 kilometer norr om delstatshuvudstaden Sydney. Antalet invånare är 363.
Närmaste större samhälle är Alstonville, omkring 10 kilometer nordväst om Pimlico. 
Trakten runt Pimlico består till största delen av jordbruksmark. Genomsnittlig årsnederbörd är 1 858 millimeter. Den regnigaste månaden är januari, med i genomsnitt 298 mm nederbörd, och den torraste är oktober, med 40 mm nederbörd.